# Machinga
Machinga is een stad in Malawi en is de hoofdplaats van het gelijknamige district Machinga. Machinga telt naar schatting 2000 inwoners. Het is de geboorteplaats van Bakili Muluzi (1943), die van 1994 tot 2004 president van Malawi was.

## Geboren
- Bakili Muluzi (1943), president van Malawi (1994-2004)